# Kaede (1979年生の歌手)
kaede（かえで、1979年4月6日 - ）は、京都府出身の日本の女性歌手、ディスクジョッキー、ラジオパーソナリティー。本名：非公開。血液型B型。表記は全て小文字でkaede。

## 人物、エピソードなど
- 実家は京都でお茶屋さん（祇園などにある、お酒や料理を出すお茶屋さんではなく、日本茶などを販売する店）である。
- 自身の出演ラジオ番組「BUTCH COUNTDOWN RADIO」（エフエム福岡）で、『シンガー ソング ドリンカー』と自己紹介する位、大のお酒（主にビール）好き。（AM局ではアイドルをもじってノンドル呑んどるkaedeと自己紹介することもある。）
- ラーメン・蕎麦・うどん・パスタなどの麺類全般、豚足、ニンニク、ネギ、ミョウガ、生姜などの薬味をこよなく愛している。
- 苦手なものは納豆、カレー、人参、根菜類。
- BUTCH COUNTDOWN RADIOで、旧ドラえもんや倖田來未、AKB48まがい、謎のアジア人の物まねを得意とする。
- 愛犬はチワワ。雄犬で名前はハグ。2012年に黒の雌犬トイプードルを知人より譲り受ける。名前はキス。
- ネットなどで(笑)は使うが、wは使わないというポリシーがあるらしい（FM FUKUOKAかえでとかよこのチョット聞いて夜より)。
- 2014年3月28日放送の「BUTCH COUNTDOWN RADIO」で結婚・妊娠のため、4月から休業することを発表した。
- 2015年7月7日のJR九州のドリカム新幹線でのDREAMS COME TRUEのライブの司会を担当した。
- 非喫煙者である。
- 2019年5月17日、ラジオリスナーにエビグラタン/エビドリアに似てると言われる

## ディスコグラフィー

### インディーズ
ミニアルバム
1. 「イロトリドリ」（2004年、夏楓名義）

### メジャー
ミニアルバム
1. 「ランドマーク」（2006年7月26日）
  - 収録曲の「泣かないで」と「コトノハ」は日本テレビザ・ワイドのテーマソングに使われた。また、「泣かないで」はJR九州のCMソングに使われた。
2. 「オーガニック」（2007年5月30日）
  - 収録曲の「ハニィハニー」はVIVRE情熱バーゲンのCMに使われた。

シングル
1. 「あいとうたときみと」（2012年8月31日）
2. 「Sympathy」 (2015年7月8日)

## メディア出演

### ラジオ
- エフエム福岡
  - BUTCH COUNTDOWN RADIO　金曜 13:30～19:00（2014年4月から産休のため休養）
  - Bメンズ・ブギ！　土曜 12:00～12:55（2012年4月～2012年9月終了）
  - リバ☆ラジ～remember the days～　土曜 12:00～12:55（2012年3月終了）
  - かえでとかよこのチョット聞いて夜　木曜 25:30～25:55（2012年4月5日～2013年9月26日）
- RKBラジオ
  - ももち浜ラジオプレーヤーズ　日曜 12:00～16:00 (野球中継の時間により変動あり)

### テレビ
- FBSめんたいワイドリポーター